# 루노호트 2호

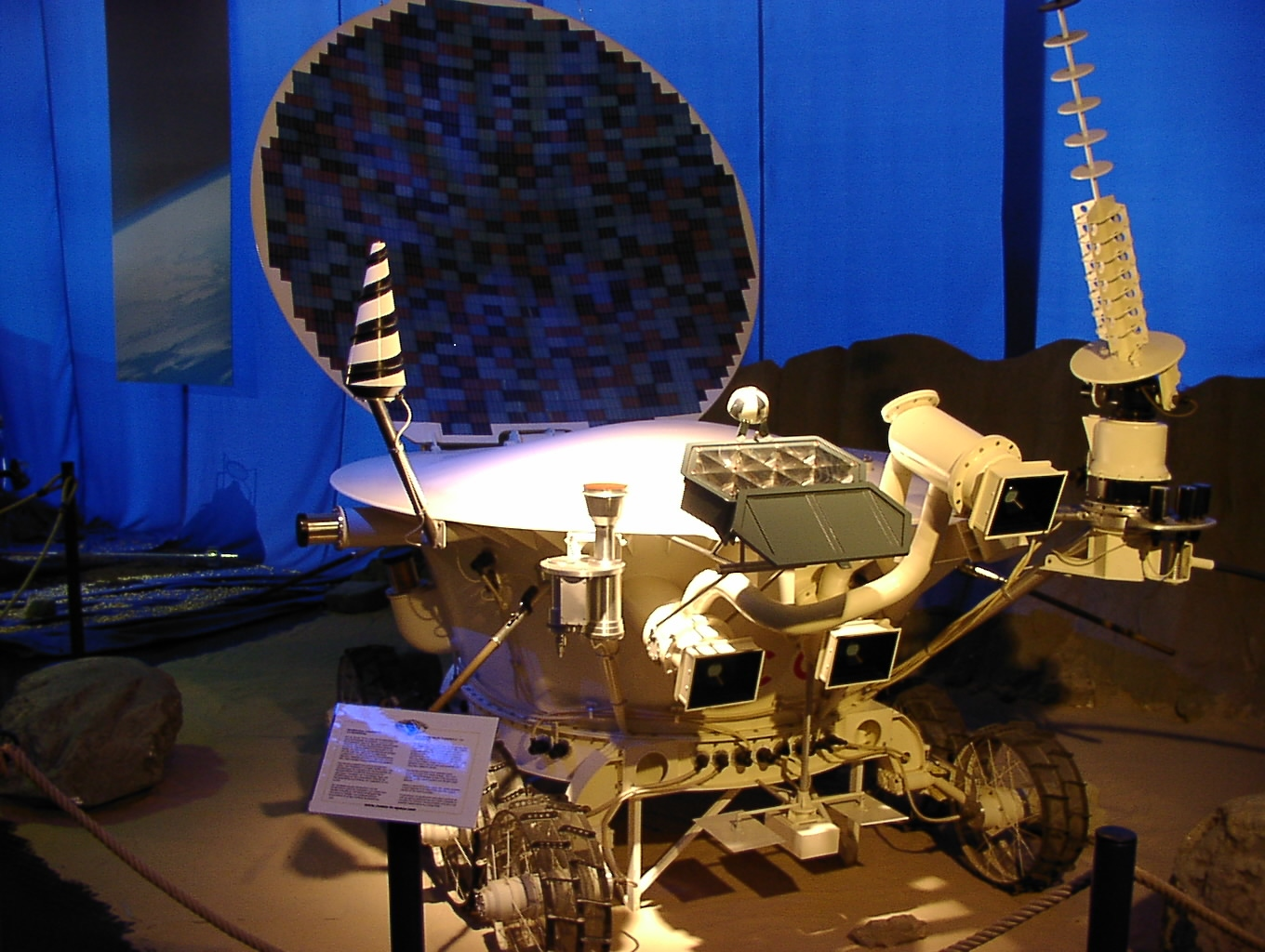
루노호트 2호의 모형.

루노호트 2호(러시아어: Луноход-2)는 소련이 1970년대에 달에 착륙시킨 두 대의 무인 월면차 중 두번째 것이다. 1973년 1월 루나 21호에 의해 달까지 운반되었다. 루노호트 1호의 임무는 달 표면의 사진을 수집하고, 달에서의 천문관측 가능성을 탐색해 보기 위해 측광을 실시하며, 지구까지의 레이저 거리측정, 태양 엑스선의 관측, 자기장 측정, 월면토의 토질역학적 분석 등이 있었다.
루노호트 2호는 총 39 km를 기동하여 2014년 7월까지 가장 긴 거리를 움직인 탐사차였다. 이 기록은 2014년 7월 미국의 화성 탐사차 오퍼튜니티에 의해 갱신되었다.
라보츠킨 설계국은 1993년 12월 뉴욕에서 루노호트 2호 및 루나 21호 착륙선을 경매에 부쳐 68,500 불에 팔아넘겼다. 현재 루노호트 2호의 소유주는 미국 우주비행사 오웬 게리엇의 아들인 게임개발자 리처드 게리엇(울티마 시리즈로 유명한)이다.

## 같이 보기
- 달 탐사
- 월면차
- 탐사차